# سو كوك (مقدمة تلفزيونية)
سو كوك (بالإنجليزية: Sue Cook)‏ هي مقدمة تلفزيونية بريطانية، ولدت في 30 مارس 1949 في Ruislip ‏ في المملكة المتحدة.

## وصلات خارجية
- الموقع الرسمي
- سو كوك على موقع IMDb (الإنجليزية)
- سو كوك على موقع قاعدة بيانات الفيلم (الإنجليزية)